# Лутцинген
Лутцинген (нем. Lutzingen) — община в Германии, в земле Бавария. 
Подчиняется административному округу Швабия. Входит в состав района Диллинген-ан-дер-Донау. Подчиняется управлению Хёхштедт-ан-дер-Донау.  Население составляет 970 человек (на 31 декабря 2010 года). Занимает площадь 24,93 км².